# František Čapek
František Čapek (Branice, Reino de Bohemia, 24 de octubre de 1914-Praga, República Checa, 31 de enero de 2008) fue un deportista checoslovaco que compitió en piragüismo en la modalidad de aguas tranquilas.
Participó en los Juegos Olímpicos de Londres 1948, donde obtuvo una medalla de oro en la prueba de C1 10 000 m. Ganó una medalla de plata en el Campeonato Mundial de Piragüismo de 1954 en la prueba de C1 10 000 m.

## Palmarés internacional
| Juegos Olímpicos   | Juegos Olímpicos      | Juegos Olímpicos | Juegos Olímpicos |
| Año                | Lugar                 | Medalla          | Evento           |
| ------------------ | --------------------- | ---------------- | ---------------- |
| 1948               | Londres (Reino Unido) | Medalla de oro   | C1 10 000 m      |
| Campeonato Mundial |                       |                  |                  |
| Año                | Lugar                 | Medalla          | Evento           |
| 1954               | Mâcon (Francia)       | Medalla de plata | C1 10 000 m      |